# Estoril Open
Estoril Open, właśc. Millennium Estoril Open – męski turniej tenisowy kategorii ATP Tour 250 zaliczany do cyklu ATP Tour, rozgrywany na ceglanych kortach w portugalskim Estoril w latach 2015–2024.

## Mecze finałowe

### Gra pojedyncza mężczyzn
| Rok  | Zwycięzca                                    | Finalista                                    | Wynik                                        |
| 2024 | Hubert Hurkacz                               | Pedro Martínez                               | 6:3, 6:4                                     |
| 2023 | Casper Ruud                                  | Miomir Kecmanović                            | 6:2, 7:6(3)                                  |
| 2022 | Sebastián Báez                               | Frances Tiafoe                               | 6:3, 6:2                                     |
| 2021 | Albert Ramos-Viñolas                         | Cameron Norrie                               | 4:6, 6:3, 7:6(3)                             |
| 2020 | Turniej anulowano z powodu pandemii COVID-19 | Turniej anulowano z powodu pandemii COVID-19 | Turniej anulowano z powodu pandemii COVID-19 |
| 2019 | Stefanos Tsitsipas                           | Pablo Cuevas                                 | 6:3, 7:6(4)                                  |
| 2018 | João Sousa                                   | Frances Tiafoe                               | 6:4, 6:4                                     |
| 2017 | Pablo Carreño-Busta                          | Gilles Müller                                | 6:2, 7:6(5)                                  |
| 2016 | Nicolás Almagro                              | Pablo Carreño-Busta                          | 6:7(6), 7:6(5), 6:3                          |
| 2015 | Richard Gasquet                              | Nick Kyrgios                                 | 6:3, 6:2                                     |

### Gra podwójna mężczyzn
| Rok  | Zwycięzcy                                    | Finaliści                                    | Wynik                                        |
| 2024 | Gonzalo Escobar Ołeksandr Nedowiesow         | Sadio Doumbia Fabien Reboul                  | 7:5, 6:2                                     |
| 2023 | Sander Gillé Joran Vliegen                   | Nikola Ćaćić Miomir Kecmanović               | 6:3, 6:4                                     |
| 2022 | Nuno Borges Francisco Cabral                 | Máximo González André Göransson              | 6:2, 6:3                                     |
| 2021 | Hugo Nys Tim Pütz                            | Luke Bambridge Dominic Inglot                | 7:5, 3:6, 10–3                               |
| 2020 | Turniej anulowano z powodu pandemii COVID-19 | Turniej anulowano z powodu pandemii COVID-19 | Turniej anulowano z powodu pandemii COVID-19 |
| 2019 | Jérémy Chardy Fabrice Martin                 | Luke Bambridge Jonny O’Mara                  | 7:5, 7:6(3)                                  |
| 2018 | Kyle Edmund Cameron Norrie                   | Wesley Koolhof Artem Sitak                   | 6:4, 6:2                                     |
| 2017 | Ryan Harrison Michael Venus                  | David Marrero Tommy Robredo                  | 7:5, 6:2                                     |
| 2016 | Eric Butorac Scott Lipsky                    | Łukasz Kubot Marcin Matkowski                | 6:4, 3:6, 10–8                               |
| 2015 | Treat Huey Scott Lipsky                      | Marc López David Marrero                     | 6:1, 6:4                                     |